# Terlano
Terlano (en allemand, Terlan) est une commune italienne d'environ 4 400 habitants située dans la province autonome de Bolzano dans la région du Trentin-Haut-Adige dans le nord-est de l'Italie.

## Patrimoine
- L’église Sainte Marie et son horloge à Lune[2].

## Administration
| Période                                  | Période | Identité | Étiquette | Qualité |
| ---------------------------------------- | ------- | -------- | --------- | ------- |
|                                          |         |          |           |         |
| Les données manquantes sont à compléter. |         |          |           |         |

### Hameaux
Settequerce, Vilpiano

### Communes limitrophes
Les communes limitrophes sont  Andriano, Appiano sulla Strada del Vino, Bolzano, Gargazzone, Meltina, Nalles et San Genesio Atesino.